# Collabieae
Collabieae là một tông lan trong phân họ Epidendroideae.

## Các loài
- - Acanthephippium Blume (← Arethuseae)
  - Ancistrochilus (Rolfe, 1897 (← Arethuseae)
  - Calanthe R.Br. (← Arethuseae)
  - Cephalantheropsis Guillaumin (← Arethuseae)
  - Chrysoglossum Blume
  - Collabium Blume
  - Diglyphosa Blume, 1825
  - Eriodes Rolfe (← Arethuseae)
  - Gastrorchis Schltr.
  - Hancockia Gosse, 1877 (← Arethuseae)
  - Ipsea Lindl. (← Arethuseae)
  - Nephelaphyllum Blume, 1825 (← Arethuseae)
  - Pachystoma Blume (← Arethuseae)
  - Phaius Lour. (← Arethuseae)
  - Pilophyllum Schltr. (← Arethuseae)
  - Plocoglottis Blume (← Arethuseae)
  - Spathoglottis Blume (← Arethuseae)
  - Tainia Blume (← Arethuseae)